# Calocheirus gigas
Calocheirus gigas är en spindeldjursart som först beskrevs av Volker Mahnert 1980.  Calocheirus gigas ingår i släktet Calocheirus och familjen Olpiidae. Inga underarter finns listade.